# DDR-Ringermeisterschaften 1952
1952 wurden die 4. DDR-Meisterschaften im Ringen ausgetragen. Gerungen wurde im griechisch-römischen Stil.  

## Ergebnisse
| Klasse            | Platz | Name             |                 |
| ----------------- | ----- | ---------------- | --------------- |
| Fliegengewicht    | 1.    | G. Valentin      | Dresden         |
|                   |       |                  |                 |
| Bantamgewicht     | 1.    | Kurt Klemt       | Schkopau        |
|                   |       |                  |                 |
| Federgewicht      | 1.    | G. Braun         | Pausa           |
|                   |       |                  |                 |
| Leichtgewicht     | 1.    | Helmut Albrecht  | Traktor Viernau |
|                   |       |                  |                 |
| Weltergewicht     | 1.    | G. Huth          | Leipzig         |
|                   |       |                  |                 |
| Mittelgewicht     | 1.    | Kurt Hoffmann    | Rotation Greiz  |
|                   |       |                  |                 |
| Halbschwergewicht | 1.    | Herbert Albrecht | Thüringen       |
|                   |       |                  |                 |
| Schwergewicht     | 1.    | Günter Kielhorn  | Buna Merseburg  |